# 드레스드 투 킬 (영화)
《드레스드 투 킬》(영어: Dressed to Kill)은 1980년 개봉한 미국의 에로 심리 스릴러 영화이다. 브라이언 드 팔마가 감독과 각본을 맡았다.

## 출연
- 마이클 케인
- 앤지 디킨슨
- 낸시 앨런
- 키스 고든
- 데니스 프란즈
- 데이비드 마귤리스
- 수재나 클렘
- 브랜던 매거트
- 애니카 디로렌조
- 윌리엄 핀리
- 마크 마골리스

## 기타 제작진
- 협력 제작: 프레드 C. 커루소
- 배역: 빅 라모스
- 미술: 게리 위스트
- 의상: 앤 로스

## 같이 보기
- 광란자 (1980년 영화)
- 잘로